# معبد پوزئیدون

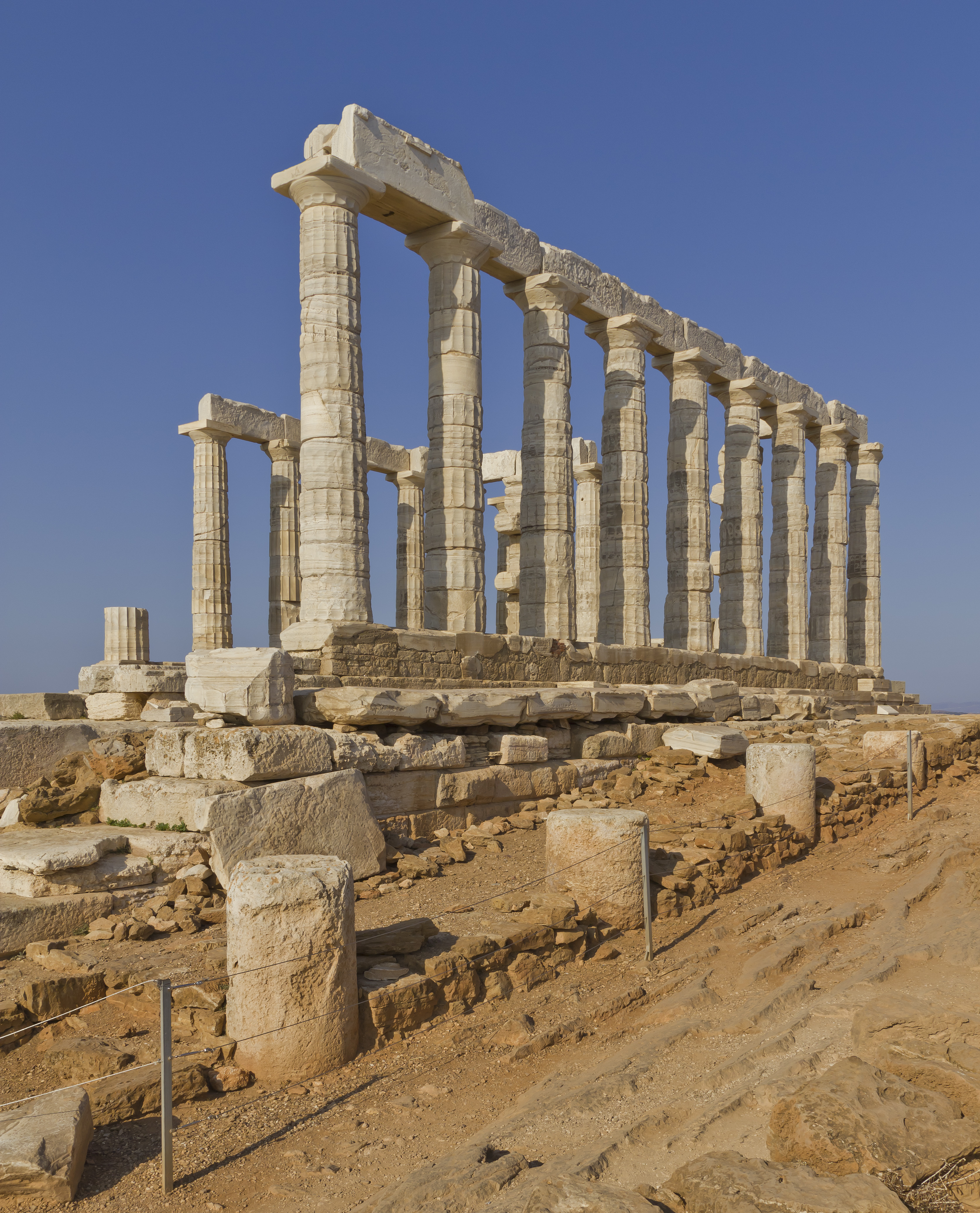
نمای ۹ ستون حفظ شده از ستون‌های جنوبی

نمایی در امتداد محور طولی ساختمان، از غرب به شمال‌غربی و شرق به جنوب‌شرقی

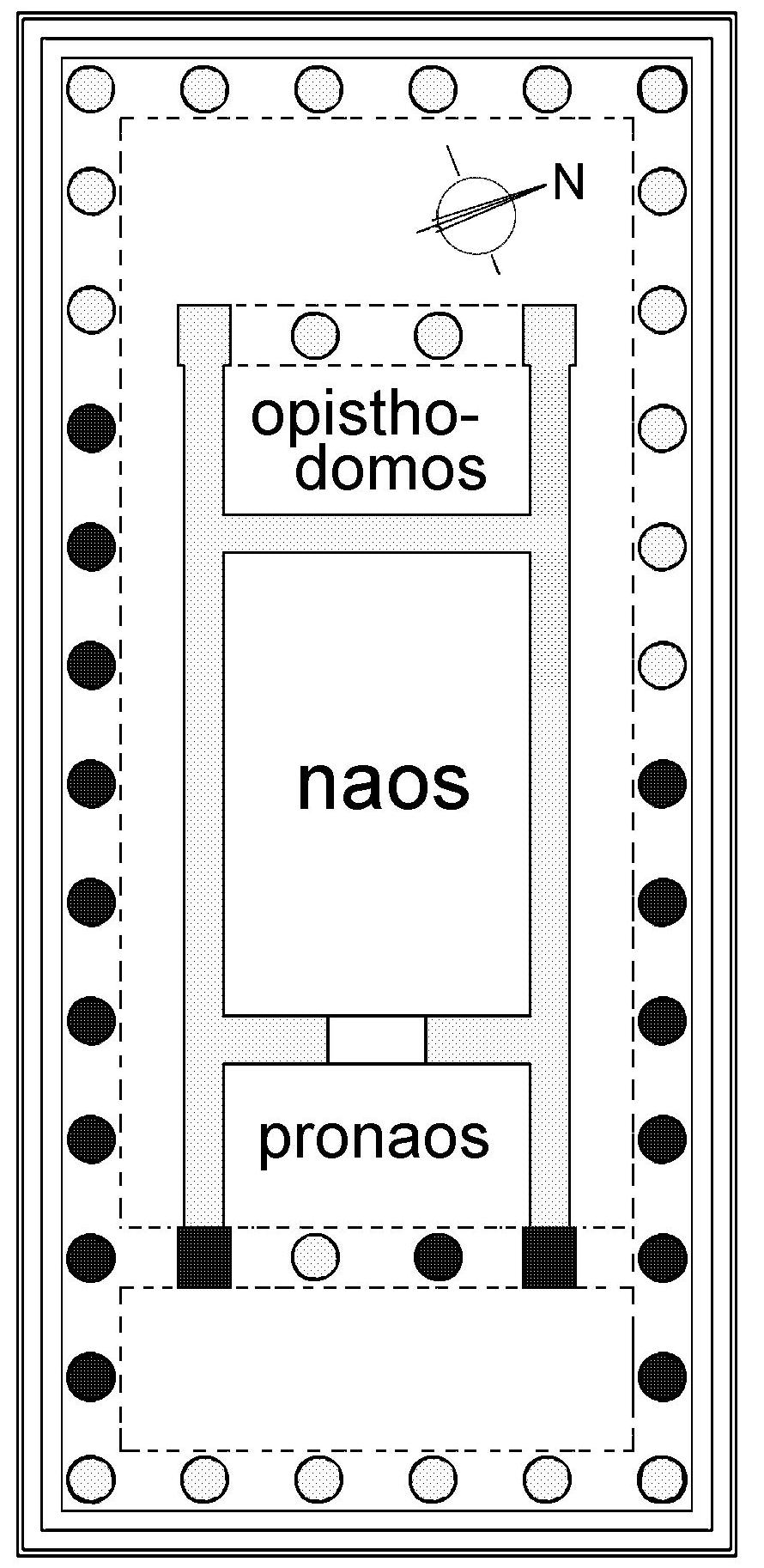
پلان طبقه

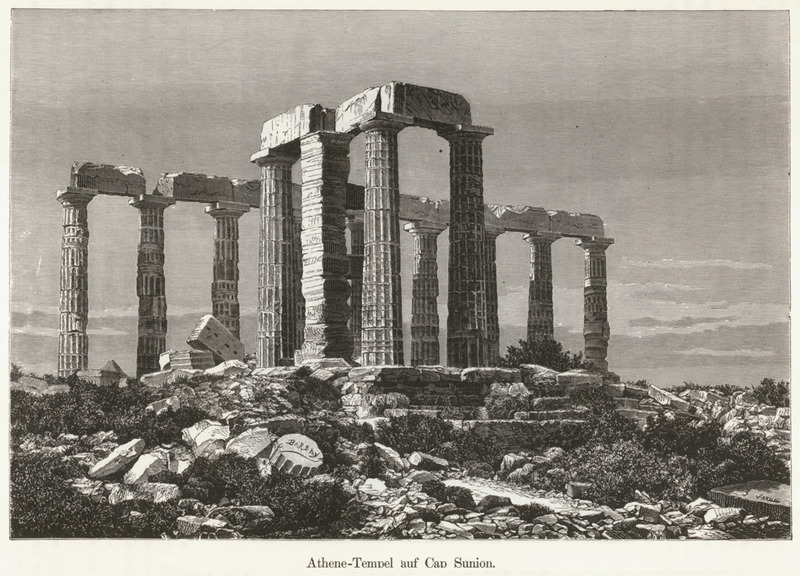
تصویر ۱۸۸۷

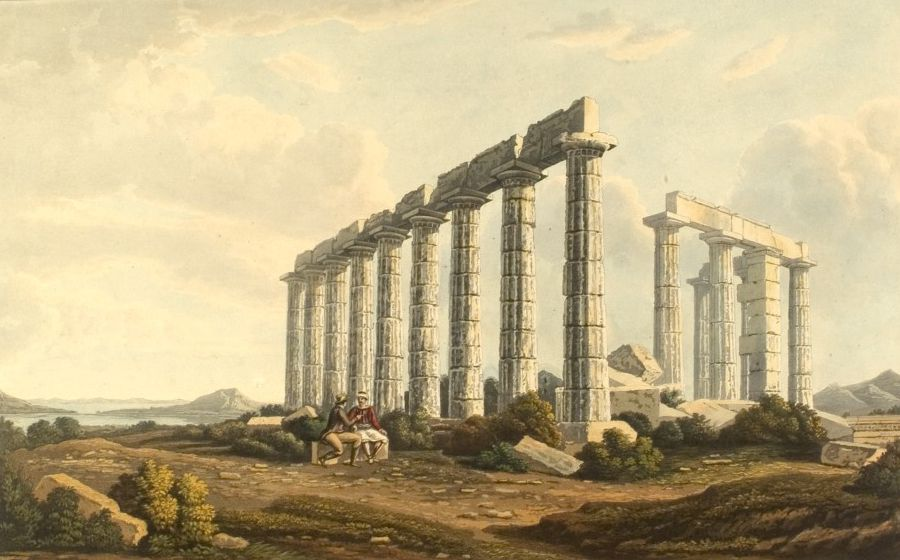
نقاشی از ادوارد دودول، نمایی یونان (۱۸۲۱))

معبد پوزئیدون (انگلیسی: Temple of Poseidon, Sounion) معبد باستانی در یونان و در دماغه سونیون در خلال سال‌های ۴۴۴–۴۴۰ پیش از میلاد ساخته‌شده، یکی از بناهای بزرگ عصر طلایی آتن است. ارتفاع آن تقریباً در ۶۰ متری از سطح دریا قرار گرفته‌است.

## تاریخچه
معبد اصلی دوران باستانی پوزئیدون که از سنگهای آتشفشان ساخته شده‌است، این معبد احتمالاً در سال ۴۸۰ قبل از میلاد توسط ارتش ایران در زمان حمله خشایار شاه اول ویران شد. اگر چه هیچ مدرک مستقیمی در این رابطه وجود ندارد. زیرا خشایارشاه معبد آتنا و هر چیز دیگری که در آکروپولیس آتن بود را به عنوان مجازات در مقابل سرپیچی آتنی‌ها ویران کرد.
بعد از اینکه نیروهای آتن، خشایارشاه را در نبرد دریایی سالامیس، شکست دادند، آتنی‌ها تمامی تجهیزات جنگی خشایار شاه را که شامل سه کشتی جنگی بود غنیمت گرفته و به معبد پوزئیدون اهداء کردند.

## معماری
طراحی محیط پیرامونی معبد به شکل شش گوش است. دارای یک ایوان جلویی با شش ستون دوریک بود. ۱۶ ستون از ۳۸ ستون امروز به‌صورت ایستاده باقی‌مانده (۴ ستون در قرن بیستم بازسازی شده‌است.

## باستان‌شناسی
مطالعه اولیه خرابه‌ها، بدون حفاری، در ۱۷۹۷ توسط انجمن دیلیتانتی (Dilettanti) انجام شد. اولین کاوش‌های انجام شده توسط ویلهلم دورپفلد، مدیر انستیتو باستان‌شناسی آلمان، در سال ۱۸۸۴ انجام شد. تلاش‌ها برای ترمیم و نگهداری بقایای معبد پوزئیدون در سال ۱۸۷۵ آغاز شد. وضعیت کنونی این اثر به دلیل کارهایی است که در دهه ۱۹۵۰ توسط سرویس باستان‌شناسی یونان با هدایت آناستاسیوس اورلاندوس انجام شده‌است.